# Comté de McCormick
Pour les articles homonymes, voir McCormick.
Le comté de McCormick est l’un des 46 comtés de l’État de Caroline du Sud, aux États-Unis. Il a été fondé en 1914. Son siège est la ville de McCormick. Selon le recensement de 2010, la population du comté est de 10 233 habitants.

## Géographie
Le comté a une superficie de 1 020 km², dont 931 km² de terre ferme. 

## Démographie
| 1920   | 1930   | 1940   | 1950  | 1960  | 1970  |
| ------ | ------ | ------ | ----- | ----- | ----- |
| 16 444 | 11 471 | 10 367 | 9 577 | 8 629 | 7 955 |

| 1980  | 1990  | 2000  | 2010   | - | - |
| ----- | ----- | ----- | ------ | - | - |
| 7 797 | 8 868 | 9 958 | 10 233 | - | - |